# Stikine
Stikine (anglicky Stikine River) je řeka v provincii Britská Kolumbie na severozápadě Kanady, přičemž ústí se nachází ve státě Aljaška (USA). Je 540 km dlouhá. Povodí má rozlohu 51 200 km².

## Průběh toku
Pramení ve Skalnatých horách v pásmu Stikine. Ústí do Tichého oceánu.

## Vodní režim
Zdroj vody je sněhovo-dešťový a ledovcový. Nejvyšších vodních stavů dosahuje od května do srpna. Průměrný roční průtok vody činí 1100 m³/s.

## Využití
Vodní doprava je možná do vzdálenosti 200 km od ústí.